# جوایز دورا می‌ور مور
جوایز دورا مِی‌وِر مور (انگلیسی: Dora Mavor Moore Awards) جایزه‌ای است که هر سال توسط «اتحادیهٔ هنرهای نمایشی تورنتو» (TAPA) جهت بزرگداشت هنرمندان تئاتر، رقص و اپرا در تورنتو اهدا می‌شوند. این جایزه در ۱۳ دسامبر ۱۹۷۸ بنیان نهاده شد و نامش را از «دورا مِی‌وِر مور» می‌گیرد که به تأسیس تئاتر حرفه‌ای کانادا کمک کرد. نخستین دورهٔ اهدای جوایز در سال ۱۹۸۰ صورت پذیرفت. هر برندهٔ این جایزه، مجسمه‌ای برنزی که توسط جان رومانو طراحی شده، دریافت می‌کند.